# Dackefejden
Dackefejden var ett bondeuppror mot Gustav Vasa åren 1542–1543, under ledning av Nils Dacke, en bonde från Vissefjärda i södra Småland. 
Orsaken till upproret var det starka missnöje som rådde mot kungens försök att stärka centralmakten, något som kändes extra hårt i det tidigare relativt självständiga Småland. Upprorsmännen var främst missnöjda med Gustav Vasas skattepålagor och med den rådande kyrkopolitiken.

## Bakgrund
1523 hade Kalmarunionen i praktiken upphört sedan Gustav Vasa blivit insvuren som kung över Sverige. Redan innan hade unionen skakats av svåra stridigheter, särskilt mellan kungamakten och högadeln. Detta hade påverkat de svensk-danska gränsbygderna, där en stark självmedvetenhet hade utvecklats som en följd av de många krigstågen som passerade igenom landskapet. För att försvara sig fick bönderna organisera sig själva och slöt även bondefred med bönderna på andra sidan gränsen.
Upprepade gånger hade smålänningarna sedan tidigare trotsat Gustav Vasa och slagit ihjäl hans fogdar. Kungen hade själv varnat fogdarna för det förtryck de utsatte bönderna för.
Gustav Vasa påbörjade en viss centralisering av styrelseskicket i Sverige. Nya skatter och kontrollinstrument infördes samt nya pålagor på bönderna. Inte minst kom många av bönderna att indirekt starkt påverkas av reformationen, i och med att många kyrkor och klosterhemman drogs in och gavs till adelsmän och högadel som ställde helt andra krav än kyrkan hade gjort. Samtidigt drabbades många nybyggarbönder genom att det togs in nya och hårdare skatter från dem.
Smålänningarna var särskilt upprörda över att kungen hade förbjudit dem att exportera sina oxar till utlandet, med hänvisning till att köttet behövdes för att försörja bergsmännen och smederna i Bergslagen. Här ställdes rikspolitik mot bygdepolitik. Ända sedan unionsdagarna hade smålänningarna vant sig vid att sälja boskap och andra produkter till danska Blekinge och köpa sina förnödenheter, som salt, sill, humle och tyg, på samma plats. Ronneby utvecklades därför till en viktig export- och importstad för Värend och det inre Småland, och handelsutbytet gav välstånd åt båda parter. Men en svensk handelsstad, Kalmar, drabbades negativt av detta. Dess invånare klagade till kungen och Gustav Vasa tog hänsyn inte bara till Kalmarbornas behov och prisökningen på livsmedel i andra delar av landet, utan också till tullinkomster som den svenska kronan förlorade. När andra åtgärder visade sig vara ineffektiva utfärdade kungen sitt hårda förbud mot export av oxar och hästar från Småland till Danmark. För smålänningarna framstod detta som en dråpslag mot det välstånd som hade byggts upp under ett och ett halvt sekel av gynnsam handel med grannlandet.
Dessutom klagade smålänningarna över att fogdarna fortsatte att behandla de fattiga illa och lade sig i allt de gjorde. Skatterna ökades också, särskilt skatten på ollonfläsk, som skulle utgå med vart femte svin som gick i ollonskog. Bonden fick heller inte  röra bokskogen, trots att den var skadlig för åkern; och den som högg "en ringa ekesko" till byggning eller annat, bötfälldes med 40 mark. Till allt detta kom kyrkoplundringen. Bönderna krävde att mässan skulle hållas på latin, som det varit "gammalt och fornt".
En stor konfiskation av kyrkans silver hade företagits i Småland 1541.
De omfattande konfiskationerna av kyrksilver väckte ont blod, ”det var snart lika skönt uti en öde skog som i en kyrka”, hette det i dackeböndernas klagoskrifter, och apropå den nya gudstjänstordningen på svenska påstod man ”att ett spenabarn kunde snart från en dyngevagn vissla en mässa fram”.
Dackeböndernas uppror blev redan av dem själva sammanfattat som en kamp ”för det som gammalt och fornt varit haver”.
Nils Dacke var en av de nybyggande bönder som drabbades hårdast av de nya regleringarna. Dacke gjorde tillsammans med andra bönder uppror mot det nya hårda centralstyret som den tyska perioden vid Gustav Vasas hov hade skapat. Dacke var sedan sex år tillbaka känd efter att han hade dödat en fogde. För att få anhängare lovade Dacke skattefrihet under ett år om de köpte vapen för pengarna istället. Han ville inte förändra samhället utan han ville bara protestera mot de förändringar som hade skett.
Bland Dackes medhjälpare nämner Per Brahe såsom den mest betydande "Lille Jösse, som var en Blekingsfar". När denne man senare blev tillfångatagen av kungens folk, befanns han ha "sex finger på var hand och sex tår på var fot, såsom han ock var en synnerligen dristig skalk framför alla andra".

## Händelseutveckling
År 1542 gjorde bönderna i Småland, under ledning av Nils Dacke, uppror mot Gustav Vasas regim. Revolten kallas Dackefejden – något milt antagligen, jämfört med det inbördeskrig mot kungen som det egentligen var. Revolten spred sig snabbt över Småland, Öland, skogsbygderna i södra Östergötland och skogsbygderna i östra Västergötland. Städerna Kalmar och Jönköping förblev dock i kungamaktens händer. De flesta borgarna i städerna stödde Dacke men truppkoncentrationer av Gustav Vasas legoknektar gjorde att de förhöll sig lugna. Kalmar utsattes för en blockad på land- och sjösidan men sjöbevakningen var inte så stark att den helt kunde hindra in- och utförsel via vattnet.  
Dacke och hans mannar besegrade lätt de kungliga trupperna som inte var vana vid strid i oländiga skogstrakter. Vid Kisa led kungens styrkor ett oväntat hårt nederlag då Dackes män lät anlägga en bröt som när den fälldes krossade legoknektarna som inte var förberedda på en sådan krigföring i oländig terräng. Samtidigt fann sig de kungliga trupperna i biskopssätet Växjö vara omringade på i stort sett alla håll och kanter av upprorsmän. Soldaterna evakuerades till Jönköping och därmed härskade Dacke och hans karlar över hela det inre Småland.
Den 8 november 1542 blev kungen därför tvungen att gå med på en fredsuppgörelse. Dacke blev i och med det ledare för Småland undantaget Kalmar och Jönköping. Han uppträdde som en självständig härskare, drack jul på Kronobergs slott med stor ståt, tillsatte egna fogdar, höll ting med allmogen, befriade den från skatter, ordnade och övade sina väldiga bondeskaror. Han passade på att genomföra flera reformer: Den katolska gudstjänsten återinfördes och gränshandeln med Danmark blev åter tillåten. Samtidigt började bristerna i bondeorganisationen att visa sig. 
Många av Dackes anhängare hade svårt för att dra jämnt med andra bondeledare och drev på så sätt sina nästintill helt egna krig, som Simon Bagge i Sunnerbo, vilken var att likna vid närmast en rövare som plundrade bönderna i landskapet. Man hade även att kämpa mot en alltmer tilltagande isolering, då Gustav Vasa förbjöd all handel med smålänningarna och Dacke själv hade svårt att kommunicera med andra likasinnade bönder i andra landskap. Missnöjesyttringarna fanns i stort sett i hela riket men man nådde aldrig dessa bondeledare. Därtill kommer att början av 1540-talet var missväxtår i hela Småland vilket spädde på lidandet. 
Andra organisatoriska problem var att man inte kunde få stöd från omvärlden. Danmark stödde visserligen upproret och leveranser utgick från Blekinges hamnar norrut in i Småland, men ville samtidigt inte se ett segrande bondeuppbåd i Sverige av rädsla för vilka effekter det skulle kunna få i de danska skogsbygderna. Dackesidan fick därför betala höga priser för att få tillgång på vapen och proviant söderifrån. Dackesidan belägrade det starkt befästa Kalmar i många månader, men avsaknaden av effektiva belägringsvapen och en ineffektiv blockad från sjösidan som företogs med ekor gjorde att trots en långvarig belägring kunde man inte få stadens befälhavare att kapitulera och öppna upp hamnen för bönderna.
När upproret på våren 1543 bröt ut med ny styrka spreds det även bland östgötarna, som – för att begagna kungens ord – var så "fullproppade med papisteri, jungfru Marias mjölk och Sankt Britas uppenbarelser" att de inte brydde sig om vad de gjorde. Hela Östergötland var i stort sett i en mycket skakig situation, och kungen fruktade att upprorsandan skulle sprida sig till andra landskap. Han bad sin gemål, som då befann sig i Södermanland, och skrev även till fogdar och slottshövitsmän att dels kläda några av sina svenner i bondedräkt och sända ut dem bland folket för att samla information om deras tankar och känslor, dels värva spioner för att hålla koll på stämningarna.
Under vintern/våren år 1543 slog Gustav Vasas trupper skoningslöst tillbaka och Småland hamnade åter direkt under den svenska kronan. Det avgörande slaget skedde på isarna vid sjöarna utanför Virserum. Gustav Vasa hade tänkt marschera med sin armé från Linköping till Kalmar, men man anade oråd på vägen vis av erfarenheterna från bröten vid Kisa och tog inte den närmaste vägen över Högsby till Kalmar, utan valde en omväg över Virserum. Genom att anfalla från isen hade legoknektarna fördel av att anfalla i ett öppet landskap. Dacke sårades redan i början av striderna, vilket spädde på anarkin i de egna leden. Trots att bondearmén var i numerärt överläge kunde deras armborst, högafflar och fåtaliga eldvapen inte besegra den kungliga armén. I augusti blev Dacke skjuten och stupade vid gränsen till Blekinge. Efter upproret sattes hans huvud på en påle och placerades vid galgbacken. För att minska risken för ännu ett uppror satte Gustav Vasa Dackes son i en fängelsecell där han fick svälta ihjäl. Många medlemmar av Dackes familj blev dödade i upproret eller avrättade i efterspelet.

## Efterspel
Efter kriget väntade svidande vidräkningar för alla bönderna i de deltagande socknarna och för dem som deltagit i upprorsmännens skara. Någon amnesti gavs inte. Dackes hembygd blev brutalt härjad och Dackes släktingar antingen avrättades eller deporterades. Samtidigt fortsatte kaoset genom de lokala bondehövdingarna som fortsatte att leva på plundringståg och drev sitt privata krig flera år efter att Nils Dacke var död. Varje socken fick olika sorters kollektivböter på 0,8-2 mark per bonde. Varje bonde fick vidare böta ett antal oxar som sändes som "försoningsgåvor" till kungliga magasin i Mälardalen. En annan effekt blev att Gustav Vasa drev igenom vissa drastiska beslut medan han väntade med att införa nya drastiska reformer. Vid riksdagsmötet i Västerås 1544 infördes ärftlig tronföljd, vilket ersatte valkungadöme som varit tidigare. Ekonomiskt blev kriget en katastrof för Småland och till en början även för Sverige som helhet. Sverige repade sig dock relativt snabbt medan det tog decennier innan Småland uppnådde samma befolkningsnivå och ekonomiska standard som innan Dackefejden. Eftersom Gustav Vasa segrade över Nils Dacke blev det möjligt för honom att ännu lättare kunna centralstyra Sverige från Stockholm. Dackefejden är en viktig del av Sveriges historia och den var betydelsefull under en längre tid.

## Nils Dacke i dag
I Virserum, orten där det slutgiltiga slaget påstås har utspelat sig, har Nils Dacke bland annat hyllats med en staty i centrum. Under 1970-talet spelades ett teaterspel om Nils Dacke, något som återupptogs under 2007 i Virserum och sedan under 2012 i Pålsboda.